# Jermaine Pennant
Jermaine Lloyd Pennant (Nottingham, 15 gennaio 1983) è un ex calciatore inglese, di ruolo centrocampista.
Considerato, in giovane età, una promessa del calcio inglese, la discontinuità di rendimento, legata ad un carattere controverso ne hanno impedito l'ascesa.
Possiede la cittadinanza giamaicana, grazie alle origini del padre.

## Caratteristiche tecniche
Paragonato a Aaron Lennon e Theo Walcott per prestanza fisica e doti tecniche, agisce prevalentemente da ala destra. 
Nel 2001 è stato inserito nella lista dei migliori calciatori stilata da Don Balón.
In possesso di ottime doti tecniche, che abbinate a una discreta rapidità nei movimenti gli consentono di saltare con facilità il diretto avversario, predilige allargarsi sull'esterno per poi tentare il cross verso i compagni.

## Carriera

### Club

#### Inizi
Dopo essersi messo in mostra tra le giovanili del Notts County, nel 1999 l'Arsenal decide di acquistarne il cartellino, cedendo 2 milioni di sterline al Notts County in cambio delle prestazioni del ragazzo, ancora quindicenne.
Esordisce con i Gunners il 30 novembre 1999, subentrando al 73' al posto di Tommy Black contro il Middlesbrough in Football League Cup, diventando - all'età di 16 anni e 319 giorni - il calciatore più giovane ad aver mai indossato la maglia dell'Arsenal, superando di un giorno il precedente record appartenuto a Gerry Ward, che durava dal 1953. Il record verrà poi in seguito superato anni dopo da Fàbregas.
Il 30 ottobre 2001 esordisce in Champions League contro lo Schalke 04, sostituendo Nwankwo Kanu al 33' della seconda metà di gioco. Il 7 maggio 2003, in una delle sole 5 partite disputate in campionato, segna una tripletta nel 6-1 contro il Southampton; saranno le sue uniche marcature con l'Arsenal, peraltro segnate in condizione di postumi dell'ubriachezza, come rivelato in un'intervista del novembre 2018. Successivamente, complici i dissidi con Wenger - stanco dei suoi continui ritardi agli allenamenti, uniti a vari problemi disciplinari - il 31 gennaio 2005 passa in prestito al Birmingham City.
Il 2 aprile 2005 diventa il primo calciatore nella storia del campionato inglese a disputare un incontro con un bracciale elettronico alla caviglia. L'esterno era stato rilasciato in libertà vigilata dopo aver scontato un mese di carcere per guida in stato di ebbrezza.

#### Liverpool e il passaggio in Spagna

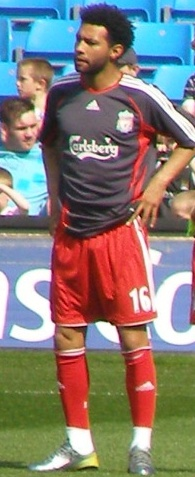
Pennant con la divisa dei Reds.

Il 26 luglio 2006 passa al Liverpool in cambio di 6.7 milioni di sterline (fino a un massimo di 8 milioni, legati a vari bonus), firmando un quadriennale. Esordisce con i Reds il 9 agosto contro il Maccabi Haifa, partita valida per l'accesso alla fase finale di Champions League.
Prima scelta nello scacchiere tattico di Benítez, si renderà autore di un'ottima stagione, contribuendo al cammino in Europa dei Reds, concluso con la sconfitta subita in finale ad opera del Milan, in cui viene nominato - nonostante la sconfitta - migliore in campo.
L'anno seguente, complice una frattura da stress riportata alla tibia destra (infortunio che si portava dietro da inizio stagione), a novembre è costretto a operarsi, saltando gran parte della stagione. Nel 2008 viene messo fuori rosa da Rafael Benítez per aver saltato una sessione di allenamento.
Il 9 luglio 2009 - dopo aver trascorso sei mesi in prestito al Portsmouth - si accorda per tre stagioni con il Real Saragozza. Esordisce nella Liga il 29 agosto contro il Tenerife. Il 24 febbraio 2010, presentatosi nuovamente in ritardo agli allenamenti, viene multato dalla società e relegato ai margini della squadra.

#### Stoke City
Il 31 agosto 2010 passa in prestito per quattro mesi allo Stoke City. Esordisce con i Potters il 13 settembre contro l'Aston Villa al Britannia Stadium, subentrando al 65' al posto di Marc Wilson. Il 29 dicembre 2010 i Potters acquistano il cartellino del giocatore in cambio di 1.7 milioni di sterline, più uno di bonus.
Complici i vari problemi disciplinari (verrà tra l'altro multato dalla società in più occasioni per aver infranto il coprifuoco alla vigilia di alcune sfide importanti), la stagione successiva viene spesso relegato in panchina da Tony Pulis, agendo prevalentemente da subentrato.
Fuori dai progetti tecnici della società, il 12 ottobre 2012 passa in prestito al Wolverhampton per sopperire alle assenze per infortunio degli esterni della rosa. Terminato il prestito, trascorre gli ultimi sei mesi rimanenti di contratto ai margini della prima squadra.
Il 18 giugno 2013 - sotto richiesta del nuovo tecnico Mark Hughes - trova un nuovo accordo di una stagione con la società, con opzione di rinnovo per un ulteriore anno. Non riuscendo a trovare spazio in rosa, il 25 gennaio 2014 rescinde consensualmente il contratto che lo legava ai Potters.

#### Le esperienze all'estero
Il 6 novembre 2014 viene tesserato dal Pune City, in India. Esordisce nella Indian Super League il 15 novembre contro il NorthEast United. Lascia il terreno di gioco al 34' della ripresa per far posto a Iván Bolado. Terminata l'esperienza in India, il 21 febbraio 2015 passa a parametro zero al Wigan, firmando un contratto valido fino al termine della stagione.
Dopo sei mesi di inattività, il 19 gennaio 2016 passa al Tampines Rovers, società militante a Singapore. Il calciatore firma un contratto di una stagione a 40.000 dollari (l'equivalente di 19.500 sterline) a settimana, diventando il calciatore più pagato nella storia della S.League.
Non avendo trovato un accordo per il rinnovo - la società gli aveva proposto un prolungamento a cifre dimezzate - il 19 gennaio 2017 torna in Inghilterra, accordandosi sei mesi con il Bury, in League One.

### Nazionale
Pur non avendo mai indossato la maglia dei Tre Leoni, ha disputato vari incontri a livello giovanile con l'Inghilterra, partecipando anche agli Europei Under-21 2002, disputati in Svizzera. Nonostante i vari richiami da parte dei propri CT e le squalifiche (di cui una di tre giornate per aver dato un pugno in volto a Kranjčar in amichevole), con l'Under-21 ha disputato 24 incontri, che lo rendono uno dei calciatori con più presenze a livello giovanile con la rappresentativa inglese.

## Controversie
Pennant non si è contraddistinto solo per le capacità tecniche e sportive, ma anche per il suo comportamento al di fuori delle regole lontano dal terreno di gioco, dovuto ad uno stile di vita non irreprensibile. Il 23 febbraio 2005 viene arrestato per guida in stato di ebbrezza, dopo essersi schiantato contro un palo con la sua Mercedes. Il calciatore - fermato alla guida nonostante nel febbraio 2004 gli venne sospesa la patente per 16 mesi per guida contromano - non avendo con sé i documenti, inizialmente affermò di essere il compagno di squadra Ashley Cole.
Il 1º marzo viene condannato a tre mesi di carcere. Dopo un mese di reclusione viene rilasciato, scontando il resto della pena in libertà vigilata con un segnalatore al seguito. Il 2 aprile 2005 - dopo aver ricevuto l'approvazione da parte di Howard Webb - scende quindi in campo contro il Tottenham con indosso un bracciale elettronico alla caviglia.
Il 29 aprile 2012 viene arrestato per aggressione ai danni di una donna all'interno di un night club a Manchester. Due ore dopo il suo rilascio su cauzione rimane coinvolto in un incidente stradale che gli costa la sospensione per tre anni della patente per guida in stato di ebbrezza e una condanna in carcere di otto settimane.

## Statistiche

### Presenze e reti nei club
Statistiche aggiornate al 28 dicembre 2017.
| Stagione               | Squadra                | Campionato             | Campionato | Campionato | Coppe nazionali | Coppe nazionali | Coppe nazionali | Coppe continentali | Coppe continentali | Coppe continentali | Altre coppe | Altre coppe | Altre coppe | Totale | Totale |
| Stagione               | Squadra                | Comp                   | Pres       | Reti       | Comp            | Pres            | Reti            | Comp               | Pres               | Reti               | Comp        | Pres        | Reti        | Pres   | Reti   |
| ---------------------- | ---------------------- | ---------------------- | ---------- | ---------- | --------------- | --------------- | --------------- | ------------------ | ------------------ | ------------------ | ----------- | ----------- | ----------- | ------ | ------ |
| 1998-1999              | Notts County           | SD                     | 0          | 0          | FACup+CdL       | 1+0             | 0               | -                  | -                  | -                  | FLT         | 1           | 0           | 2      | 0      |
| 1999-2000              | Arsenal                | PL                     | 0          | 0          | FACup+CdL       | 0+1             | 0               | UCL                | 0                  | 0                  | CS          | 0           | 0           | 1      | 0      |
| 2000-2001              | Arsenal                | PL                     | 0          | 0          | FACup+CdL       | 0+1             | 0               | UCL                | 0                  | 0                  | -           | -           | -           | 1      | 0      |
| 2001-gen. 2002         | Arsenal                | PL                     | 0          | 0          | FACup+CdL       | 0+3             | 0               | UCL                | 2                  | 0                  | -           | -           | -           | 5      | 0      |
| gen.-giu. 2002         | Watford                | FD                     | 9          | 2          | FACup+CdL       | -               | -               | -                  | -                  | -                  | -           | -           | -           | 9      | 2      |
| 2002-gen. 2003         | Watford                | FD                     | 12         | 0          | FACup+CdL       | 2+0             | 1               | -                  | -                  | -                  | -           | -           | -           | 14     | 1      |
| Totale Watford         | Totale Watford         | Totale Watford         | 21         | 2          |                 | 2               | 1               |                    | -                  | -                  |             | -           | -           | 23     | 1      |
| gen.-giu. 2003         | Arsenal                | PL                     | 5          | 3          | FACup+CdL       | 0+1             | 0+0             | UCL                | 1                  | 0                  | CS          | -           | -           | 7      | 3      |
| 2003-2004              | Leeds                  | PL                     | 36         | 2          | FACup+CdL       | 0               | 0               | -                  | -                  | -                  | -           | -           | -           | 36     | 2      |
| 2004-gen. 2005         | Arsenal                | PL                     | 7          | 0          | FACup+CdL       | 1+3             | 0               | UCL                | 0                  | 0                  | CS          | 1           | 0           | 12     | 0      |
| Totale Arsenal         | Totale Arsenal         | Totale Arsenal         | 12         | 3          |                 | 10              | 0               |                    | 3                  | 0                  |             | 1           | 0           | 26     | 3      |
| gen.-giu. 2005         | Birmingham City        | PL                     | 12         | 0          | FACup+CdL       | -               | -               | -                  | -                  | -                  | -           | -           | -           | 12     | 0      |
| 2005-2006              | Birmingham City        | PL                     | 38         | 2          | FACup+CdL       | 6+4             | 0+1             | -                  | -                  | -                  | -           | -           | -           | 48     | 3      |
| Totale Birmingham City | Totale Birmingham City | Totale Birmingham City | 50         | 2          |                 | 10              | 1               |                    | -                  | -                  |             | -           | -           | 60     | 3      |
| 2006-2007              | Liverpool              | PL                     | 34         | 1          | FACup+CdL       | 1+2             | 0               | UCL                | 14                 | 0                  | CS          | 1           | 0           | 52     | 1      |
| 2007-2008              | Liverpool              | PL                     | 18         | 2          | FACup+CdL       | 2+0             | 0               | UCL                | 5                  | 0                  | -           | -           | -           | 25     | 2      |
| 2008-gen. 2009         | Liverpool              | PL                     | 3          | 0          | FACup+CdL       | 0+1             | 0               | UCL                | 0                  | 0                  | -           | -           | -           | 4      | 0      |
| Totale Liverpool       | Totale Liverpool       | Totale Liverpool       | 55         | 3          |                 | 6               | 0               |                    | 19                 | 0                  |             | 1           | 0           | 81     | 3      |
| gen.-giu. 2009         | Portsmouth             | PL                     | 13         | 0          | FACup+CdL       | 1+0             | 0               | -                  | -                  | -                  | -           | -           | -           | 14     | 0      |
| 2009-2010              | Real Saragozza         | PD                     | 25         | 0          | CR              | 1               | 0               | -                  | -                  | -                  | -           | -           | -           | 26     | 0      |
| 2010-2011              | Stoke City             | PL                     | 29         | 3          | FACup+CdL       | 6+1             | 0               | -                  | -                  | -                  | -           | -           | -           | 36     | 3      |
| 2011-2012              | Stoke City             | PL                     | 27         | 0          | FACup+CdL       | 2+2             | 0               | UEL                | 9                  | 0                  | -           | -           | -           | 40     | 0      |
| ott. 2012              | Stoke City             | PL                     | 1          | 0          | FACup+CdL       | 0+1             | 0               | -                  | -                  | -                  | -           | -           | -           | 2      | 0      |
| ott. 2012-gen. 2013    | Wolverhampton          | FLC                    | 15         | 0          | FACup+CdL       | 0               | 0               | -                  | -                  | -                  | -           | -           | -           | 15     | 0      |
| gen.-giu. 2013         | Stoke City             | PL                     | -          | -          | FACup+CdL       | -               | -               | -                  | -                  | -                  | -           | -           | -           | -      | -      |
| 2013-2014              | Stoke City             | PL                     | 8          | 1          | FACup+CdL       | 0+3             | 0               | -                  | -                  | -                  | -           | -           | -           | 11     | 1      |
| Totale Stoke City      | Totale Stoke City      | Totale Stoke City      | 65         | 4          |                 | 15              | 0               |                    | 9                  | 0                  |             | -           | -           | 89     | 4      |
| 2014                   | Pune City              | ISL                    | 7          | 0          | -               | -               | -               | -                  | -                  | -                  | -           | -           | -           | 7      | 0      |
| feb.-giu. 2015         | Wigan                  | FLC                    | 13         | 3          | FACup+CdL       | -               | -               | -                  | -                  | -                  | -           | -           | -           | 13     | 3      |
| 2016                   | Tampines Rovers        | SL                     | 21         | 5          | CS+CdL          | 5+0             | 0               | AFC                | 8                  | 0                  | -           | -           | -           | 34     | 5      |
| gen.-giu. 2017         | Bury                   | FL1                    | 7          | 0          | FACup+CdL       | -               | -               | -                  | -                  | -                  | FLT         | -           | -           | 7      | 0      |
| 2017-2018              | Billericay Town        | IL                     | 13         | 1          | FACup           | 2               | 0               | -                  | -                  | -                  | -           | -           | -           | 15     | 1      |
| Totale carriera        | Totale carriera        | Totale carriera        | 353        | 25         |                 | 53              | 2               |                    | 39                 | 0                  |             | 3           | 0           | 448    | 27     |

## Palmarès

### Club

#### Competizioni giovanili
- FA Youth Cup: 1

Arsenal: 2000-2001

#### Competizioni nazionali
- Community Shield: 2

Arsenal: 2004
Liverpool: 2006
- Coppa d'Inghilterra: 1

Arsenal: 2002-2003